# Pia Maier
Pia Maier (* 17. März 1971 in Sindelfingen) ist eine ehemalige deutsche Politikerin (PDS). Sie war von 2000 bis 2002 stellvertretende Vorsitzende des Ausschusses für Arbeit und Sozialordnung des Deutschen Bundestages.

## Leben und Beruf
Nach dem Abitur in Böblingen absolvierte Pia Maier ab 1990 ein Studium der Politikwissenschaft, Geschichte und Kunstgeschichte an der Philipps-Universität Marburg, welches sie 1997 als Magister artium (M.A.) beendete. Anschließend war sie Geschäftsführerin der PDS-Fraktion im Marburger Stadtrat und danach von 1999 bis 2000 Mitarbeiterin der PDS-Bundestagsfraktion für den Bereich Bildung und Wissenschaft.

## Partei
Pia Maier trat 1995 in die PDS ein und gehörte ab 1997 dem PDS-Bundesvorstand an.

## Abgeordnete
Am 31. August 2000 rückte sie über die Landesliste Hessen für den verstorbenen Abgeordneten Fred Gebhardt in den Bundestag nach. Dort war sie sozialpolitische Sprecherin der PDS-Bundestagsfraktion und vom 11. Oktober 2000 bis zum Ende der Wahlperiode 2002 auch stellvertretende Vorsitzende des Bundestagsausschusses für Arbeit und Sozialordnung.